# Suiza bohemia
La Suiza bohemia (en checo: České Švýcarsko; en alemán: Böhmische Schweiz) es una región pintoresca en el noroeste de la República Checa. Se encuentra en el lado checo de las montañas de arenisca del Elba al norte de Děčín en ambos lados del río Elba. Se extiende hacia el este en los montes Lusacianos y hacia el oeste hasta los montes Metálicos. Su mayor altura es Děčínský Sněžník con 726 m s. n. m. Ha sido un área protegida (como ChKO Labske Piskovce) desde 1972.
La región a lo largo de la margen derecha del Elba se convirtió en parque nacional el 1 de enero del año 2000, el parque nacional de la Suiza bohemia (en checo, Národní park České Švýcarsko). El parque nacional es adyacente al Parque nacional de la Suiza Sajona (Sächsische Schweiz) en Alemania.

## Etimología
El concepto de Suiza bohemia se desarrolló en el siglo XVIII como una extensión de la Suiza sajona, la parte de los montes de arenisca del Elba en Alemania. El nombre fue inspirado por los artistas suizos Adrian Zingg y Anton Graff, a quienes les recordaba a su tierra natal por la geografía del norte de Bohemia.